# Чжун Хуэй
Чжун Хуэ́й (кит. 钟会, 225—264) — военачальник государства Цао Вэй эпохи Троецарствия в Китае. Сын Чжун Яо, каллиграфа и политического деятеля.
Чжун Хуэй играл важную роль в завоевании Шу Хань. У него и Дэн Ая были равные звания, но Чжун всегда считал себя искуснее Дэн Ая. Позже он поддержал полководца Шу Хань, Цзян Вэя. Вместе они спланировали заговор против Дэн Ая, но потерпели неудачу и были убиты.